# Noć hrvatskog filma i novih medija
Noć hrvatskog filma i novih medija, projekt promicanja hrvatskog filma među domaćom i stranom publikom. Održava se svake godine. Traje jednu noć. Prvi put se održala 2014. godine. Sadržajem to je filmski maraton hrvatskog filma. Manifestacija se dosad održala u Hrvatskoj, Mađarskoj, BiH, Srbiji i Italiji. Gradovi u kojima se održala su Zagreb, Sisak, Otočac, Split, Mali Lošinj, Koprivnica, Dubrovnik, Vukovar, Budimpešta, Pečuh, Mostar, Subotica i Milano. Program od svečanog otvaranja do kraja traje od 18 sati sve do 2 u noći. Prikaže se u kinima više od 100 hrvatskih filmova različitih žanrova, u svim filmskim rodovima, od vječnih dječjih klasika, zanimljivih novih medija i recentnog animiranog filma te dokumentaraca sve do najpopularnijeg filmskog roda kratkih i dugometražnih igranih filmova. Tema filmova mijenja se iz godine u godinu.

## Vanjske poveznice
- Službene stranice
- Facebook